# Châteauneuf-de-Vernoux
Châteauneuf-de-Vernoux település Franciaországban, Ardèche megyében. Lakosainak száma 278 fő (2022. január 1.). Châteauneuf-de-Vernoux Boffres, Saint-Barthélemy-Grozon és Vernoux-en-Vivarais községekkel határos.

## Népesség
A település népességének változása:
| Lakosok száma | 227  | 188  | 198  | 193  | 229  | 240  | 249  | 263  | 265  | 278  |
|               | 1968 | 1982 | 1990 | 2006 | 2013 | 2015 | 2017 | 2019 | 2020 | 2022 |